# 墨西哥 (緬因州普查規定居民點)
墨西哥（英語：Mexico）是位於美國緬因州牛津縣的一個普查規定居民點。

## 人口
根據2020年美國人口普查的數據，墨西哥的面積為4.73平方千米，當中陸地面積為4.58平方千米，而水域面積為0.15平方千米。當地共有人口2234人，而人口密度為每平方千米472.3人。